# 2. deild karla
2. deild karla là một giải bóng đá ở Iceland, nằm ở cấp độ ba trong Hệ thống các giải bóng đá ở Iceland. Đương kim vô địch là Njarðvík, đội giành danh hiệu thứ hai vào năm 2017.
Giải đấu khởi tranh từ năm 1966 như là hạng thứ ba với hai bảng khu vực, số đội thay đổi từ 7 đến 10 trong mỗi bảng. Năm 1987, hai bảng được quyết định hợp nhất thành một bảng duy nhất gồm 10 đội vì vậy cuối mùa giải 1987, chỉ có 3 đội ở mỗi bảng ở lại giải, các đội đầu bảng được thăng hạng, các đội còn lại xuống chơi ở hạng tư và có hai đội thăng hạng từ hạng tư. Năm 1997, sau khi đổi tên, thì hạng đấu trở thành hạng Nhì.
Năm 2008, như là một phần của sự thay đổi chung trong bóng đá Iceland, số đội bóng tăng từ 10 thành 12 đội.

## Câu lạc bộ mùa giải 2018
| Đội bóng    | Vị trí                 | Sân vận động        | Mùa giải 2017          |
| ----------- | ---------------------- | ------------------- | ---------------------- |
| Afturelding | Mosfellsbær            | Varmárvöllur        | thứ 4                  |
| Fjarðabyggð | Fjarðabyggð            | Eskjuvöllur         | thứ 8                  |
| Grótta      | Seltjarnarnes          | Vivaldivöllurinn    | 1. deild karla, thứ 12 |
| Huginn      | Seyðisfjörður          | Seyðisfjarðarvöllur | thứ 5                  |
| Höttur      | Egilsstaðir            | Vilhjálmsvöllur     | thứ 10                 |
| Kári        | Akranes                | Norðurálsvöllurinn  | 3. deild karla, thứ 1  |
| Leiknir F.  | Fáskrúðsfjörður        | Búðagrund           | 1. deild karla, thứ 11 |
| Tindastóll  | Sauðárkrókur           | Sauðárkróksvöllur   | thứ 6                  |
| Vestri      | Ísafjörður/Bolungarvík | Torfnesvöllur       | thứ 9                  |
| Víðir       | Garður                 | Garðsvöllur         | thứ 3                  |
| Völsungur   | Húsavík                | Húsavíkurvöllur     | thứ 7                  |
| Þróttur V.  | Vogar                  | Vogabæjarvöllur     | 3. deild karla, thứ 2  |

## Lịch sử

### Lịch sử vô địch
| - 1966 Selfoss - (Selfoss) - 1967 FH - (Hafnarfjörður) - 1968 Völsungur - (Húsavík) - 1969 Ármann - (Reykjavík) - 1970 Þróttur N. - (Neskaupstaður) - 1971 Völsungur - (Húsavík) - 1972 Þróttur N. - (Neskaupstaður) - 1973 ÍBÍ - (Ísafjörður) - 1974 Víkingur Ó. - (Ólafsvík) - 1975 Þór A. - (Akureyri) - 1976 Reynir S. - (Sandgerði) - 1977 Fylkir - (Reykjavík) - 1978 Selfoss - (Selfoss) - 1979 Völsungur - (Húsavík) - 1980 Reynir S. - (Sandgerði) | - 1981 Njarðvík - (Njarðvík) - 1982 Víðir - (Garður) - 1983 Skallagrímur - (Borgarnes) - 1984 Fylkir - (Reykjavík) - 1985 Selfoss - (Selfoss) - 1986 Leiftur - (Ólafsfjörður) - 1987 Fylkir - (Reykjavík) - 1988 Stjarnan - (Garðabær) - 1989 KS - (Siglufjörður) - 1990 Þróttur R. - (Reykjavík) - 1991 Leiftur - (Ólafsfjörður) - 1992 Tindastóll - (Sauðárkrókur) - 1993 Selfoss - (Selfoss) - 1994 Skallagrímur - (Borgarnes) - 1995 Völsungur - (Húsavík) | - 1996 Dalvík - (Dalvík) - 1997 HK - (Kópavogur) - 1998 Víðir - (Garður) - 1999 Tindastóll - (Sauðárkrókur) - 2000 Þór A. - (Akureyri) - 2001 Haukar - (Hafnarfjörður) - 2002 HK - (Kópavogur) - 2003 Völsungur - (Húsavík) - 2004 KS - (Siglufjörður) - 2005 Leiknir R. - (Reykjavík) - 2006 Fjarðabyggð - (Fjarðabyggð) - 2007 Haukar - (Hafnarfjörður) - 2008 ÍR - (Reykjavík) - 2009 Grótta - (Seltjarnarnes) - 2010 Víkingur Ólafsvík - (Ólafsvík) | - 2011 Tindastóll/Hvöt - (Sauðárkrókur/Blönduós) - 2012 Völsungur - (Húsavík) - 2013 HK - (Kópavogur) - 2014 Fjarðabyggð - (Fjarðabyggð) - 2015 Huginn - (Seyðisfjörður) - 2016 ÍR - (Reykjavík) - 2017 Njarðvík - (Njarðvík) |  |